# Sous le ciel de Paris (dal)
A Sous le Ciel de Paris című dal az 1951-es francia Sous le ciel de Paris film  számára íródott. A filmet Julien Duvivier rendezte.
A filmben a dalt Jean Bretonnière énekelte. Ugyanebben az évben Anny Gould és Juliette Gréco is lemezre vette. Juliette Grecónak és olyan művészeknek köszönhetően, mint Édith Piaf és Yves Montand, a dal Párizs és Franciaország szimbólumává vált.

## Híres felvételek
Mireille Mathieu, Zaz, Belinda Carlisle, Mieke & Bart Kaëll, Hildegard Knef, Plácido Domingo & Josh Groban, Florence Coste & Julien Dassin, Lisa Angell, Matthias Lens, André Rieu, Henri Pelissier, Line Renaud, Karrin Allyson, Enrico Macias, Willy Bischof, Jill Barber, Pomplamoose, Marc Ribot, Francesca Blanchard,...

### Angolul
Andy Williams, Bing Crosby, Jane Morgan, Sam Cooke, Chris Connor, Stacey Kent, és még sokan.
szerkesztés